# Glosar de anatomie
Prezentul glosar de anatomie conține termeni din anatomia umană și antropometrie.

Anatomia abdomenului uman

## A

### Aa - Ac
- abapical - opus apexului.
- abarticular - situat în vecinătatea unei articulații, fără a avea vreo legătură cu aceasta.
- abaxial - care este situat în afara liniei axiale.
- abdomen - parte a corpului situată între torace și bazin, în care se găsesc: stomacul, ficatul, pancreasul, splina, intestinele; denumiri populare: burtă, pântece.
- abducens - nervul VI cranian.
- abductor - mușchi care serveste la abducție; exemple: mușchiul tensor al policelui care începărtează degetul mare de palmă, mușchiul deltoid care îndepărtează mâna de corp.
- abducție - mișcare de îndepărtare a unui membru sau a unui segment de membru față de axul median al corpului.
- aboral - opus, îndepărtat față de gură.
- acantha (sau acantă) - apofiza spinoasă a vertebrelor.
- acanthion - punct craniometric aflat la nivelul spinei nazale anterioare.
- acantocit - hematie anormală, care prezintă la nivelul suprafeței sale deformări de forma unor spini.
- accesor - nervul spinal, perechea a XI-a.
- acervulus cerebi (sau acervúl) - masă de granule de material care conține carbonat de calciu, gasită frecvent in glanda hipofiză și lângă plexul coroid; nisip cerebral.
- acetabul - cavitate articulară a osului coxal, pentru articulația cu capul femurului.
- acin:

- mică dilatație la capătul terminal al unui canal glandular sau al unei bronhiole; exemplu: acin pancreatic;
- unitate secretorie glandulară sub formă de fund de sac, care se deschide într-un canal secretor; exemplu: acin hepatic.
- acomodator - (mușchi) care servește la acomodarea cristalinului.
- acromioclavicular - (despre articulații și ligamentul lor) care leagă acromionul cu clavicula.
- acromiocoracoidian - (despre ligamente) care este întins între apofiza coracoidă și acromion.
- acromión - proeminență osoasă care prelungește omoplatul în sus și în afară, reprezentând punctul osos cel mai înalt al umărului.
- acrozom - regiune a extremității anterioare a spermatozoidului, care conține o veziculă cu enzime hidrolitice care permit acestuia să penetreze învelișul extern al ovulului.
- acustici, nervi ~ - a opta pereche de nervi cranieni, prin care se transmit senzațiile auditive la scoarța cerebrală.

### Ad - Ao
- adamantoblast - vezi ameloblast.
- adenocist - membrană celulară care înconjoară o glandă.
- adenocit - celula secretoare a unei glande.
- adenografie - descriere a glandelor.
- adenohipofiză - lobul anterior și intermediar al hipofizei.
- adenoid - cu aspect glandular, care aparține țesutului glandular, care se referă la țesutul glandular; de exemplu: vegetații adenoide = polipi.
- aderență - țesut fibros care se dezvoltă în special în cavitățile seroase, unind între ele organe care în mod normal sunt separate.
- adipoid - cu aspect de grăsime; sinonim: lipoid.
- adipos - care are caracteristicile grăsimii; care conține grăsime, gras; sinonim: seboreic.
- adventice:

- tunică externă care acoperă arterele și în care se află capilarele care hrănesc acele vase sanguine;
- pătura externă de țesut conjunctiv a unui organ, acoperit sau nu de o membrană seroasă.
- aglandular - lipsit de glande.
- albuginee - membrană fibroasă, dură, cu aspect albicios, care înconjoară unele organe, ca globul ocular sau învelișul extern al corpilor cavernoși.
- alveocapilar - care aparține structurilor ce separă aerul alveolar de sânge; vezi și: barieră alveocapilară.
- alveolă - termen general utilizat în nomenclatura anatomică pentru a desemna o cavitate mică, saciformă, care conține aer, sau o structură organică.
- alveolă dentară - fiecare dintre cavitățile naturale ale oaselor maxilare, în care sunt înfipți dinții.
- alveolă pulmonară - cavitate sferică de dimensiuni microscopice, situată la extremitatea unei bronhiole, reprezentând ultimul segment anatomic al căilor respiratorii, la nivelul cărora are loc schimbul de gaze.
- alveolon - punct craniometric situat la suprafața posterioară a alveolelor maxilare.
- alvin - care aparține hipogastrului, care se referă la hipogastru.
- ameloblast - celulă epitelială a cărei funcție esențială este formarea matricei smalțului dentar; sinonim: adamantoblast.
- amfiartroză - articulație care permite doar mișcări limitate, cele două suprafețe osoase aflate în opoziție fiind conectate printr-un fibrocartilaj, de exemplu: articulația dintre două vertebre.
- amficentric - care începe și sfârșește în același vas arterial.
- amfidermă - membrană externă a cortexului; cuticulă epidermică.
- amigdale:

- glande de natură limfatică, situate de o parte și de alta a istmului gâtlejului, între pilierii vălului palatului;
- (la singular) orice organ în formă de migdală.
- amnios - membrană internă subțire, transparentă, rezistentă, plină cu lichid amniotic, care învelește până la naștere fetusul și are rol de protecție a acestuia; denumire populară: punga apelor.
- ampulă - porțiune tabulară dilatată din structura unor formațiuni anatomice, în special a unui canal secretor.
- anal - care se referă la anus.
- analizor (sau analizator) - aparat al organismului animal sau uman (format dintr-un organ de simț, din nervi și din celule ale creierului) care culege, transmite, analizează și sintetizează senzațiile.
- anatomie - știință care se ocupă cu studiul structurii organismului uman, animal sau vegetal și al raporturilor dintre diverse organe constitutive.

- anatomie aplicată - parte a anatomiei care se ocupă cu diagnosticul și cu tratamentul bolilor.
- anatomie descriptivă - parte a anatomiei care se ocupă cu descrierea formelor diferitelor organe.
- anatomie dinamică – studiul anatomiei umane din punct de vedere dinamic sau al mișcării.
- anatomie comparată - parte a anatomiei care se ocupă cu compararea structurilor diferitelor plante și animale.
- anatomie patologică - parte a anatomiei care se ocupă cu studiul modificărilor macro-cosmice și microscopice, histochimice și citochimice în cursul unei boli, corelând datele de morfologie cu semnele clinice și modificările biochimice.

- anconeu - (mușchi) extensor al antebrațului, situat înapoia cotului.
- anexe - țesuturi, formații sau organe a căror acțiune se însumează cu aceea a altor organe, în cadrul unei funcții comune.
- anexe embrionare - formații temporare ale embrionului, care au rolul de protecție împotriva acțiunilor mecanice și de a asigura nutriția, respirația și excreția produselor de dezasimilare.
- anfractuozitate - cavitate profundă și neregulată.
- angiectopie - situare a unui vas sangvin sau limfatic în altă parte decît zona normală.
- angioblast - celulă embrionară generatoare a endoteliului cu destinație vasculară.
- angiologie - parte a anatomiei care se ocupă cu studiul vaselor sanguine și limfatice.
- angulos - (despre fața omului) care are pomeții și maxilarul inferior mult în relief.
- anizognat - care are maxilare asimetrice.
- anorectal - care se referă la anus și la rect.
- ansă - formație anatomică cu aspect de toartă sau de laț (exemplu: ansa intestinală).
- ansă dermatoglifică - figură dermatoglifică formată dintr-un sistem de creste paralele care ies prin marginea ulnară sau radială a buricului degetului.
- ansă intestinală - fiecare din cele 15-16 curburi în formă de U, pe care le descriu jejunul și ileonul.
- antebraț - parte a membrului superior, de la articulația cotului până la încheietura mâinii, cuprinzând oasele cubitus și radius.
- antehelix - proeminența curbă a pavilionului urechii, situată anterior față de helix.
- antehipofiză - lobul anterior al hipofizei.
- antepoziție - deplasarea globală a unui organ anterior.
- antepoziție a uterului - deplasare înainte a uterului, care conservă curbura sa normală.
- antibrahial - referitor la antebraț.
- antinion - punctul cel mai proeminent al glabelei, opus inionului.
- antitragus - proeminență a lobului urechii, opusă și posterioară tragusului.
- antral - care ține de, care se referă la antrul piloric.
- antropometrie - ansamblul de tehnici utilizate pentru măsurarea diferitelor părți ale corpului uman și stabilirea unor relații speciale între aceste părți, cu utilizare în antropologie și în anatomia artistică.
- antropoplastie - reconstituire a formelor anatomice ale unor specii dispărute pornind de la schelete sau de la unele oase ale scheletelor descoperite.
- antru - cavitate naturală, osoasă sau viscerală a corpului uman.
- antru mastoidian (sau pietros) - cavitate voluminoasă, cu aer, existentă în porțiunea mastoidiană a temporalului și care comunică cu urechea mijlocie.
- antru piloric - porțiunea joasă, aproape orizontală a stomacului, care comunică cu duodenul prin pilor.
- anular - care are (sau care se referă la) forma unui inel; exemplu: ligamentul anular al gambei.
- anulus - formație inelară în jurul unei deschideri.
- anus - segment terminal al intestinului gros prin care sunt eliminate materiile fecale.

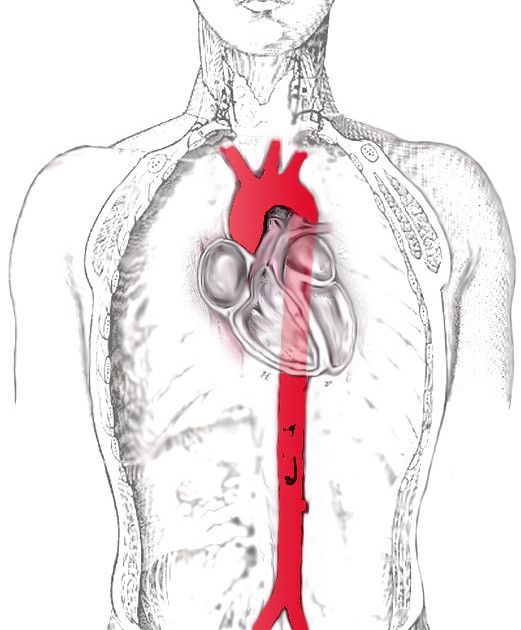
Artera aortă

- aortă - cea mai mare arteră a corpului, care începe din ventriculul stâng și se termină în dreptul vertebrei a patra lombare, bifurcându-se; constituie trunchiul comun al arterelor ce transportă sângele oxigenat în tot corpul.

### Ap - Az
- aparat - ansamblu de organe cu structură diferită, care îndeplinesc una din funcțiile de bază ale organismului; exemple: 
  - aparatul digestiv - ansamblu de organe speciale care realizează digestia.
  - aparatul cardiovascular - ansamblu anatomic format din inimă, vene, artere și capilare, care asigură circulația sângelui în organism; sinonim: sistemul circulator.
  - aparatul respirator - sistem de organe care asigură respirația.
- aparatul Golgi - sistem de membrane citoplasmatice, prezent în mod constant în celulele nucleate, constituit din vezicule și sacule, cu rol în legarea glucidelor și lipidelor de proteine.
- apeduct - nume dat mai multor canale din corpul omenesc; exemplu: apeductele urechii.
- apéndice - parte accesorie, suplimentară sau dependentă atașată unei structuri anatomice; sinonim: apendix.
- apendice vermiform - mică prelungire a cecului în formă de deget de mănușă sau de vierme și a cărui inflamație provoacă apendicita.
- apendice xifoid -  cartilaj de forma unui vârf de sabie, care formează extremitatea inferioară a osului stern.
- apendicul - apendice mic.
- apendicular, (organ ~) - care formează un apendice; în formă de apendice, care se referă la apendice.
- apendix - vezi apendice.
- apertură - grad de deschidere a unei cavități.
  - apertură toracică inferioară - regiunea anatomică prin care se realizează comunicarea toracelui cu regiunea abdomenului.
- apex:

- vârf, extremitate a unui organ, a unei structuri conice;
- vârful rădăcinii dintelui.
- apex pulmonar - porțiunea superioară, subclaviculară a plămânului.
- apical - care este situat la extremitatea, la capătul unui organ.
- apofiză - proeminență a unui os care servește pentru inserția mușchilor sau pentru articulații.
- apofiză coracoidă - apofiză a omoplatului; vezi și coracoid.
- aponevroză - prelungire fibroasă a unui mușchi, la nivelul inserției osoase a acestuia sau la unirea lui cu mușchii vecini.
- arahnoidă - membrană fină conjunctivă, foița mijlocie a meningelor, care învelește creierul și măduva spinării; împreună cu pia mater, formează meningele moi (sau leptomeningele).
- arahnoidian - care aparține arahnoidei, care se referă la arahnoidă; care are finețea unei pânze de păianjen.
- arborele vieții -  secțiune a cerebelului înfățișând o structură ca de arbore.
- arborizație protoplasmatică - vezi dendrită.
- arc - structură anatomică, normală sau patologică, având aspectul unei linii curbe.
- arcadă - formație anatomică în formă de arc (exemple: arcada orbitară, arcada dentară).

- arcadă dentară - termen folosit pentru a descrie forma și alinierea naturală a dinților unei persoane în maxilarul superior sau inferior; fiecare arcadă dentară conține o serie de dinți care sunt dispuși într-o anumită ordine și sunt ancorate în osul maxilarului sau al mandibulei.

- arc  dermatoglific - figură dermatoglifică constituită dintr-un sistem de creste care traversează de la o margine la alta buricul degetului, nefiind delimitat de nici un triradiu.
- areolă:

- suprafață delimitată a pielii, de culoare diferită de cea a tegumentelor învecinate;
- parte a irisului care include pupila;
- spațiu mic între fibrele țesutului celular;
- (la plural) cavități aflate în țesutul spongios al epifizelor oaselor lungi și în interiorul oaselor scurte și late, delimitate de lamele osoase (trabecule) care conțin măduva osoasă roșie (hematogenă).
- areolă inflamatorie - porțiunea de piele cu aspect congestiv care înconjoară o zonă inflamată.
- areolă mamelonară - suprafață inelară pigmentată care înconjoară mamelonul.
- areoliform - care este în formă de groapă.
- aritenoid - (cartilaj mobil al laringelui) care întinde coardele vocale.
- artefact - imagine falsă întâlnită în preparatele histologice, datorită folosirii unor substanțe fixatoare sau colorante care modifică structura țesutului studiat.
- arteră - vas de sânge care conduce sângele oxigenat de la inimă la periferie (organe și țesuturi; vezi și venă).

- arteră aortă - vezi aortă.
- arteră cefalică - vezi carotidă.
- arteră pulmonară - arteră care conduce sângele din ventriculul drept la plămâni, pe care îi oxigenează.

- arteriectopie - situare anormală a unei artere.
- arteriolă - ramificație subțire a arterelor, prin care sângele trece din artere în capilare.
- arteriologie - ramură a anatomiei care se ocupă cu studiul arterelor.

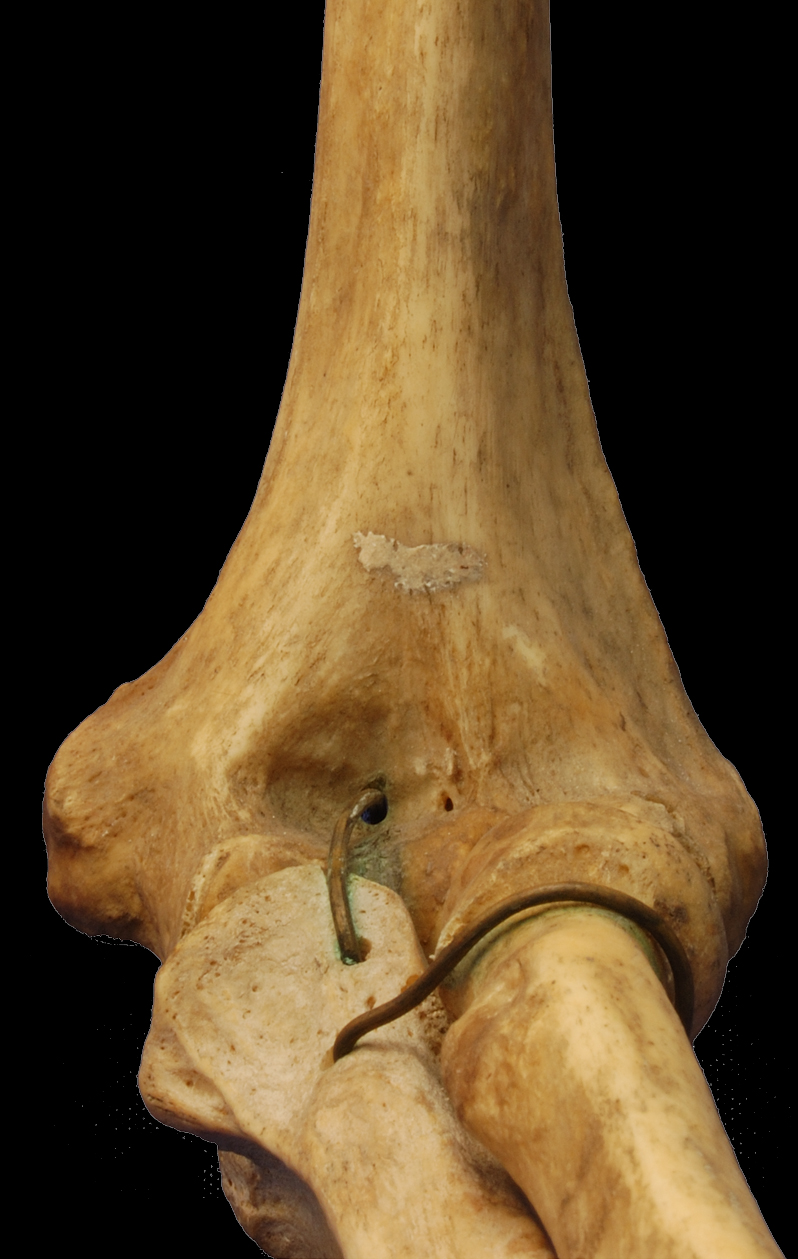
Articulația cotului

- articulație - legătură (prin intermediul ligamentelor) mobilă, semimobilă sau fixă între două oase vecine; sinonim: încheietură; exemple: articulația genunchiului, a cotului.
- articulație temporomandibulară - articulația sinovială dintre mandibulă și osul temporal.
- artrodie - articulație mobilă cu suprafețele articulare plane; alunecare a unei suprafețe articulare pe o alta.
- artrofit - mic fragment osteo-cartilaginos sau cartilaginos, aflat liber într-o cavitate articulară și care prin deplasare poate provoca o blocare a articulației respective.
- artrologie - ramură a anatomiei care se ocupă cu studiul articulațiilor; desmologie.
- astragal:

- vezi talus;
- numele vechi al osului atlas.
- astroblast - celulă glială triunghiulară cu expansiuni citoplasmatice implantate pe pereții vaselor.
- astrocit - celulă de țesut nervos proprie emisferelor cerebrale, caracterizată prin prelungiri protoplasmatice sau fibroase de formă stelată.
- atic - porțiunea superioară a casei timpanului.
- atlas - prima vertebră cervicală, în formă circulară, care se articulează cu osul occipital și cu axisul (suportând întreaga greutate a capului).
- atloid - care aparține atlasului, care se referă la atlas.
- atriu - fiecare dintre cele două camere superioare ale inimii, care comunică cu ventriculele (sinonim: auricul).
- auricul(ă) - vezi: atriu.
- auricular:

- referitor la ureche (de exemplu: nerv auricular);
- referitor la auriculul (atriul) inimii;
- al cincilea deget al mâinii (degetul mic).
- auriculă - pavilionul urechii, urechea externă.
- axa longitudinală – axă de orientare utilizată în descrierea formațiunior anatomice și/sau a mișcării, cuprinsă între un punct polar superior, numit vertex și un punct polar inferior, situat în centrul bazei de susținere a corpului; este perpendiculară pe orizontala solului; altă denumire: axa lungimii corpului.
- axa lungimii corpului - vezi axa longitudinală.
- axa profunzimii corpului - vezi axa sagitală.
- axa sagitală - axă de orientare utilizată în descrierea formațiunior anatomice și/sau a mișcării; trece prin centrul de greutate al corpului și are o direcție antero-posterioară; sinonim: axa profunzimii corpului.
- axilă - adâncitură situată la rădăcina brațului, pe fața interioară a articulației acestuia cu umărul (sinonim: subsuoară).
- axis - a doua vertebră cervicală, care se articulează cu atlasul prin intermediul feței sale superioare.
- axon - prelungire a corpului unui neuron care conduce influxul nervos în sens centrifug (de la corpul celulei nervoase spre exterior); sinonime: cilindru-ax, cilindrax, neurit.
- axul cerebrospinal - vezi sistemul nervos central.
- axul hipotalamo-hipofizar - concept anatomo-fiziologic formulat pe baza relațiilor neuro-hormonale între hipotalamus și hipofiză.
- azigos (sau azygos) - (despre formațiuni anatomice) impar; vezi și venă azigoasă.

## B
- balanic - se referă la glandul penisului.
- balaniform (sau balanoid) - care este în formă de ghindă.
- bandeletă - mănunchi de fibre conjunctive sau nervoase.
- barbă - păr care crește la bărbați pe bărbie și pe obraji.
- barbetă - fiecare dintre cele două smocuri de barbă lăsate să crească pe părțile laterale ale feței.
- barbișon - barbă (scurtă) lăsată să crească numai pe vîrful bărbiei; cioc, țăcălie.
- barieră alveocapilară - totalitatea structurilor care separă aerul alveolar de sânge.
- barieră hematoencefalică - separația fiziologică dintre sistemul sanguin și sistemul nervos central, cu rolul de a menține homeostazia creierului.
- barieră placentară - barieră semipermeabilă alcătuită din țesut fetal, care separă circulația embriofetală de cea maternă.
- baroreceptor - terminație nervoasă senzitivă, care poate fi excitată de presiunea produsă prin aplicarea unei greutăți (în sens larg, presoreceptor).
- Bartholin, glande ~ - glande care se află în corpul labiilor mari și care asigură lubrifierea vaginului.
- basion - punct craniometric situat la marginea anterioară a găurii mari a occipitalului, unde planul mediosagital al craniului intersectează planul găurii mari.
- bastonaș (celulă cu ~e) - receptor sensibil la lumină, situat în zona periferică a retinei.
- baza craniului - partea craniului care închide cutia craniană înspre ceafă.
- bazal - care constituie baza unui organ sau a unei structuri celulare.
- bazilar - care formează baza unui organ; care este plasat la baza unui organ.
- bazilat - care are baza lățită.
- bazilateral - care este situat lateral la bază.
- bazin - vezi pelvis.
- bazinet - segment al căilor urinare care începe de la nivelul hilului renal și se continuă cu ureterul; altă denumire: pelvis renal.
- bazivertebral - care se referă la centrul vertebrei.
- bărbie - parte a feței care se află sub buza inferioară și care formează o proeminență (rotunjită); barbă.
- bărbie dublă - gușa de sub bărbie la persoanele grase.
- bășică - vezi vezică.
- bezoar - concrețiune calculoasă formată din resturi vegetale sau din păr, care se întîlnește în stomacul sau în intestinele omului sau al unor animale (în special erbivore).

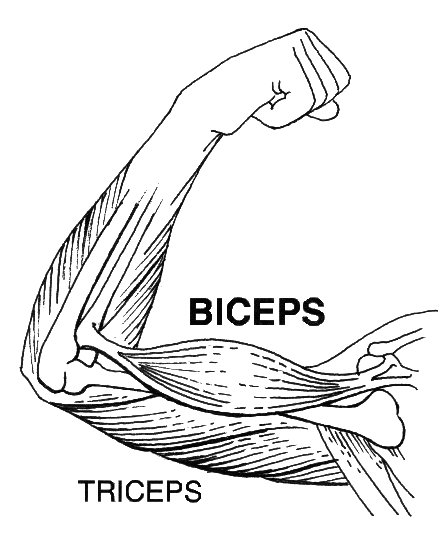
Bicepsul și tricepsul

- bíceps - mușchi cu două capete, care fuzionează într-o singură masă musculară (exemple: bíceps brahial, biceps femural).
- bíceps brahial - mușchiul brațului, dintre umăr și cot, care face să se îndoaie antebrațul.
- bicuspid - (despre o formație anatomică) cu două vârfuri (exemplu: valvula bicuspidă a inimii).
- bifid - împărțit în două părți până la mijlocul lungimii sale.
- bilocular - (despre organe) care are două cavități separate de un perete.
- binauricular (sau binaural) - care se referă la ambele urechi, care implică prezența ambelor urechi.
- biovulat - (despre ovare) care prezintă două ovule.
- bipeniform - (despre mușchi) ale cărui fibre se inserează angular pe două fețe ale unui tendon central.
- blastofor - formațiune anatomică cu aspect de cordon; cordonul ombilical al ovulului.
- blenoid - care este asemănător cu mucusul.
- boltă craniană - partea superioară rotunjită a cutiei craniene; sinonim: calotă craniană.
- boltă palatină - partea superioară a cavității bucale, acoperită de o membrană mucoasă și numită popular cerul gurii (sinonim: palat).
- boltă plantară - formă anatomofuncțională a plantei piciorului.
- bosă:

- proeminență pe suprafața unui os;
- tumefacție datorată unei colecții subcutanate de sânge; cucui.
- boselură - totalitatea boselor de pe suprafața unui organ.
- brahial - care se referă la braț, care aparține brațului (exemple: plexul brahial, mușchiul brahial).
- brahicefal - denumire dată craniului, care este aproape rotund, cu diametrele longitudinal și transversal aproape egale, având deci un indice cefalic cuprins între 81 și 85,4.
- brahicefalie - conformație craniană determinată de dezvoltarea acestuia mai ales pe diametrul lateral.
- brahimorf - vezi brevilin.
- brahiocefalic - care se referă la braț și la cap; care aparține brațului și capului sau unui element anatomic localizat în această regiune.
- brahitipic - vezi brevilin.
- braț:

- segment al membrului superior cuprins între articulația umărului și cea a cotului (vezi și antebraț);
- (prin extensie) partea de la umăr pana la încheietura mâinii;
- (prin extensie) membrul superior al corpului omenesc.
- brâu - parte a corpului situată între șolduri și torace (sinonim: mijloc); vezi și talie.
- bregmă - punct de întâlnire a oaselor parietale cu osul frontal.
- brevignatism - anomalie contrară prognatismului; altă denumire: hipognatism.
- brevilin - tip constituțional caracterizat prin scurtimea extremităților și a trupului și prin dezvoltarea în lungime a acestora; sinonime: brahimorf, brahitipic.
- bronhial (sau bronhic) - referitor la bronhii; sinonim: bronșic.
- bronhie - fiecare dintre cele două ramificații ale traheii, prin care aerul ajunge la cei doi plămâni.
- bronhiolă - fiecare dintre ramificațiile terminale ale bronhiilor, lipsite de cartilaj, de glande producătoare de mucus și de cili, care pătrund în profunzimea țesutului pulmonar; altă denumire: bronșiolă.
- bronhogen - de origine bronhică.
- bronhopulmonar - care ține de bronhii și plămâni, care se referă la bronhii și plămâni.
- bronșic - vezi bronhial.
- bronșiolă - vezi bronhiolă.
- bucal - care este în legătură cu gura (exemplu: cavitate bucală, sac bucal).
- buccinator:

- mușchi situat în grosimea obrajilor, cu rol în masticație și în expulzarea forțată a aerului din plămâni;
- ramură a nervului maxilar inferior, care inervează regiunea obrajilor.
- bucofaringe - regiune mediană a faringelui.
- bulb - structură anatomică de formă rotunjită și dilatată, parte componentă a unui organ.
  - bulb carotidian - vezi carotidian, sinus ~.
  - bulbii ochilor - globii ochilor.
  - bulb pilos - partea terminală, umflată, a rădăcinii firului de păr.
  - bulb rahidian - segment inferior al creierului, în forma unui trunchi de con, situat între măduva spinării și protuberanta creierului; mielencefal.
- bulbiform - care este în formă de bulb; globular.
- burelet:

- formație fibrocartilaginoasă a unei suprafețe articulare;
- pliu sau relief rotunjit situat de-a lungul sau în jurul unei formațiuni anatomice.
- buric - vezi ombilic.
- bursă - formație anatomică în formă de sac, plină cu un lichid vâscos, care învelește testiculele; vezi și scrot.
- bursă seroasă - membrană din țesut conjunctiv care delimitează o cavitate închisă și al cărei rol este facilitarea mișcărilor organelor la care este anexată.
- bursiculă - organ în formă de pungă.
- burtă - vezi abdomen.
- buscat - (despre un organ) care prezintă o curbură convexă.
- bust - partea superioară a corpului omenesc, între gât și talie.
- buton terminal - mică umflătură situată la capătul ramificațiilor unui axon, care face legătura dintre fibrele nervoase și celule.
- buză:

- fiecare dintre formațiile cărnoase care delimitează gura și acoperă dinții;
- margine a unei răni (provocate de o tăietură adâncă).

## C

### Ca - Ce
- caducă - porțiunea mucoasei uterine care se detașează și este expulzată după naștere, împreună cu placenta.

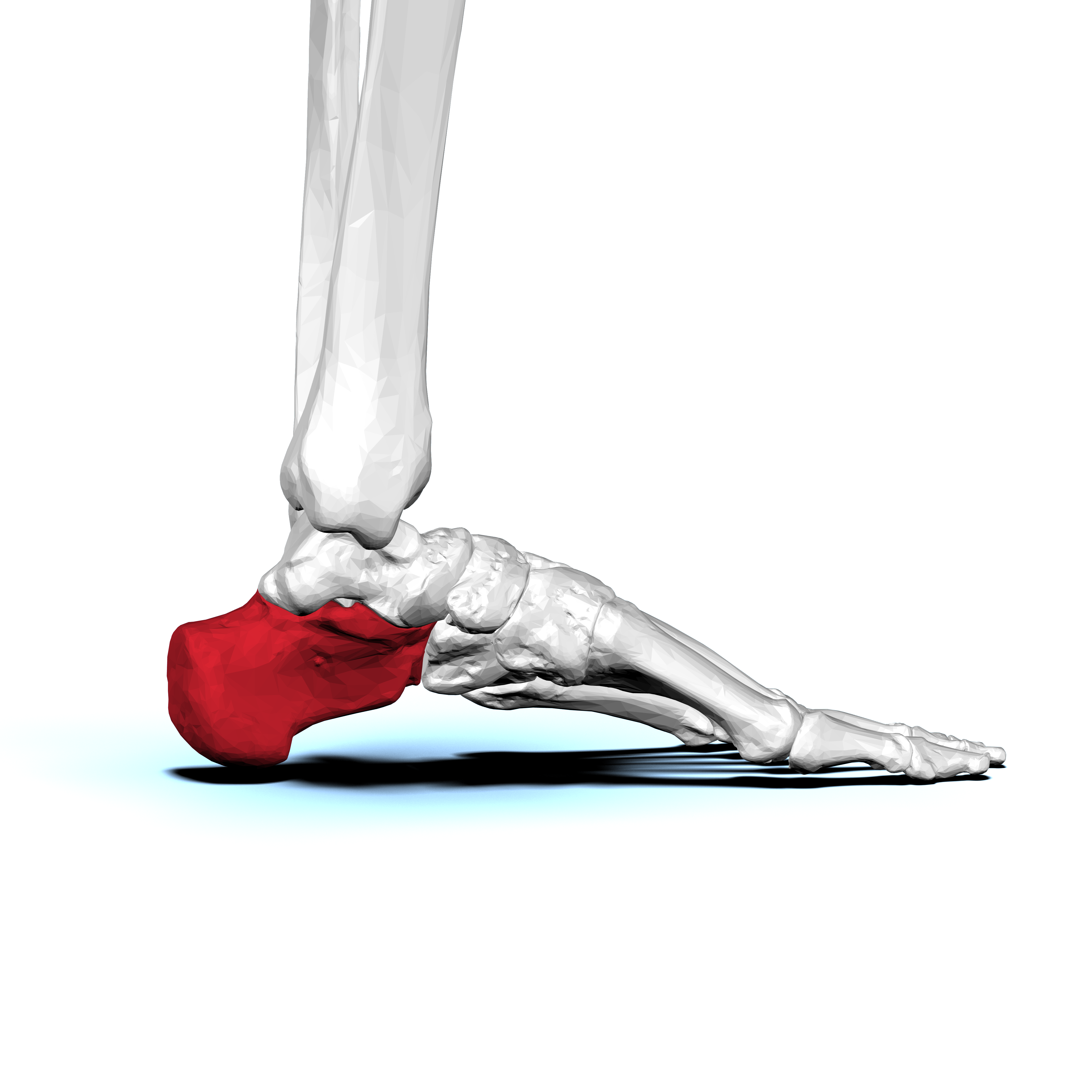
Osul calcaneu

- calcaneu - osul călcâiului, os scurt și gros care suportă greutatea corpului când se stă în picioare.
- calcar - termen pentru formațiuni anatomice în formă de pinten.
- calcarină, fisură ~ - șanț pe fața internă a emisferelor cerebrale, în lobul occipital.
- cale:

- structură anatomică, de obicei tubulară, prin care circulă mai ales un fluid organic;
- denumire a unor fibre nervoase care conduc influxul nervos de la un anumit analizor.
- cale motoare (sau aferentă) - legătură nervoasă sau sangvină prin care ordinul circulă de la centrul de comandă la organul efector.
- cale piramidală - fascicul important de fibre nervoase, care unește neuronii scoarței cerebrale din zona motoare cu neuronii motori ai măduvei spinării.
- cale spinobulbară - traiect al axonilor care străbat măduva spinării și bulbul rahidian.
- cale spinocerebeloasă - traiect al nervilor care străbat măduva spinării și a trunchiului cerebral.
- cale spinotalamică - traiect al fibrelor nervoase care străbat măduva spinării, bulbul, puntea și pedunculii cerebrali, ajungând la talamus.

- calice:

- formațiuni întâlnite la nivelul rinichiului ; au forma de cupă;
- locul unde se colectează urina provenita de la mai mulți nefroni .
- caliciform - în formă de calice (caliciu) sau de cupă; sinonim: circumvalat; vezi și papile caliciforme.
- caliciu - segment al căilor excretorii renale superioare, în care se colectează urina excretată de rinichi  pentru a se scurge în bazinet.
- calícul - structură anatomică în formă de cupă mică.
- calos - cu îngroșări, cu întărituri; cu bătături; vezi și corp calos.
- calotă craniană - vezi boltă craniană.
- calozitate - întărire și îngroșare a pielii.
- calus - țesut osos nou care sudează capetele rezultate din fractura unui os sau este realizat în scop terapeutic sau experimental (ca în osteotomii sau osteoclazii).

- calus vicios:

- calus osos primitiv sau definitiv care consolidează fragmentele unei fracturi în poziție vicioasă;
- sudare defectuoasă a unei fracturi.
- calusare - formare a calusului.
- calvaria - porțiune superioară în formă de dom a craniului, corespunzând porțiunilor superioare ale oaselor frontal, parietale și occipital.
- calyx - diviziune în formă de cupă a unei formațiuni anatomice.
- canal - tub, vas de formă cilindrică prin care circulă un lichid organic (bilă, salivă etc.) sau prin care trec diferite formații anatomice (vase, nervi etc.).

- canal anal - porțiunea terminală a intestinului gros, care este înconjurat de mușchii defecației (sfincterele anale); se deschide la exterior prin orificiul anal.

- - canal auditiv - canalul care leagă urechea externă de timpan; sinonim: meat auditiv.
  - canal biliar - canal care conduce secreția biliară din vezica biliară la canalul coledoc.
  - canal calcanean - canal osteofibros aflat în regiunea retromaleolară medială a gleznei, format de retinaculul flexorilor, mușchiul abductor al halucelui și șanțul calcanean; sinonim: canal tarsian.

- canal cistic - canal care se întinde de la gâtul veziculei biliare până la punctul de întâlnire cu canalul hepatic, formând împreună cu acesta canalul coledoc.
- canal coledoc - vezi canal cistic.
- canal deferent - canal excretor al testiculului, cuprins între epididim și veziculele seminale.
- canal dentar inferior - canal osos situat în mandibulă de fiecare parte și prin care trec nervul și vasele dentare inferioare.
- canal ejaculator - canal pereche, ce se formează prin unirea canalului deferent cu canalul vezicii seminale; traversează prostata și se deschide în uretră, prin colliculus seminalis sau verumontanum.
- canal endolimfatic - canalul terminat în fund de sac care pleacă din saculă și se unește cu canalul care vine de la utricul, în labirintul membranos al urechii.
- canal fonator - spațiul dintre organele vorbirii prin care trece curentul de aer sonor.
- canal galactofor - fiecare din vasele subțiri prin care este eliminat laptele din glanda mamară.
- canal Havers⁠(en)[traduceți] - canal al osului ce conține nervi și vase sanguine.
- canal hialoidian - spațiu tubular median în corpul vitros, ocupat în viața intrauterină de artera hialoidiană și ramurile sale; sinonim: canalul Cloquet.
- canal inghinal - canal pereche care leagă cavitatea abdominală cu scrotul la feții de sex masculin; reprezintă calea prin care testiculul coboară în scrot, dupa care în mod normal se obliterează.
- canal lacrimonazal - porțiune a căilor lacrimale prin care este evacuat excesul de lacrimi în cavitatea nazală.
- canal medular - canal care se întinde de-a lungul coloanei vertebrale și care conține măduva spinării; sinonim: canal rahidian.
- canal nazo-lacrimal - vezi canal lacrimonazal.
- canal neural - șanț care brăzdează ectodermul embrionului, din pereții căruia ia naștere sistemul nervos.
- canal rahidian - vezi canal medular.
- canale semicirculare - fiecare din cele trei canale care alcătuiesc partea superioară a urechii interne.
- canal seminifer - fiecare dintre micile canale glandulare situate în testicul și care transportă spontan sperma.
- canal tarsian - vezi canal calcanean.
- canal toracic - unul din cele două mari trunchiuri ale sistemului limfatic; colectează limfa din membrele inferioare, abdomenul inferior, toracele stâng, partea stângă a capului și se varsă în vena nenumită.
- canalul Cloquet - vezi canal hialoidian.

- canalicul(us) - formațiune tubulară de mici dimensiuni.
- canalifer - înzestrat cu canale, cu vase.
- canaliform - în formă de canal anatomic.
- canin - dinte situat între incisivi și premolari, dezvoltat la animalele carnivore, care are rolul de a sfâșia hrana.
- cant - unghiul format de pleoapa superioară cu pleoapa inferioară la fiecare extremitate a fantei palpebrale, existând un cant intern și un cant extern; sinonime: cantus, unghi palpebral, comisura pleoapelor.
- cantorafie - sutură marginala a pleoapelor la nivelul cantusului extern.

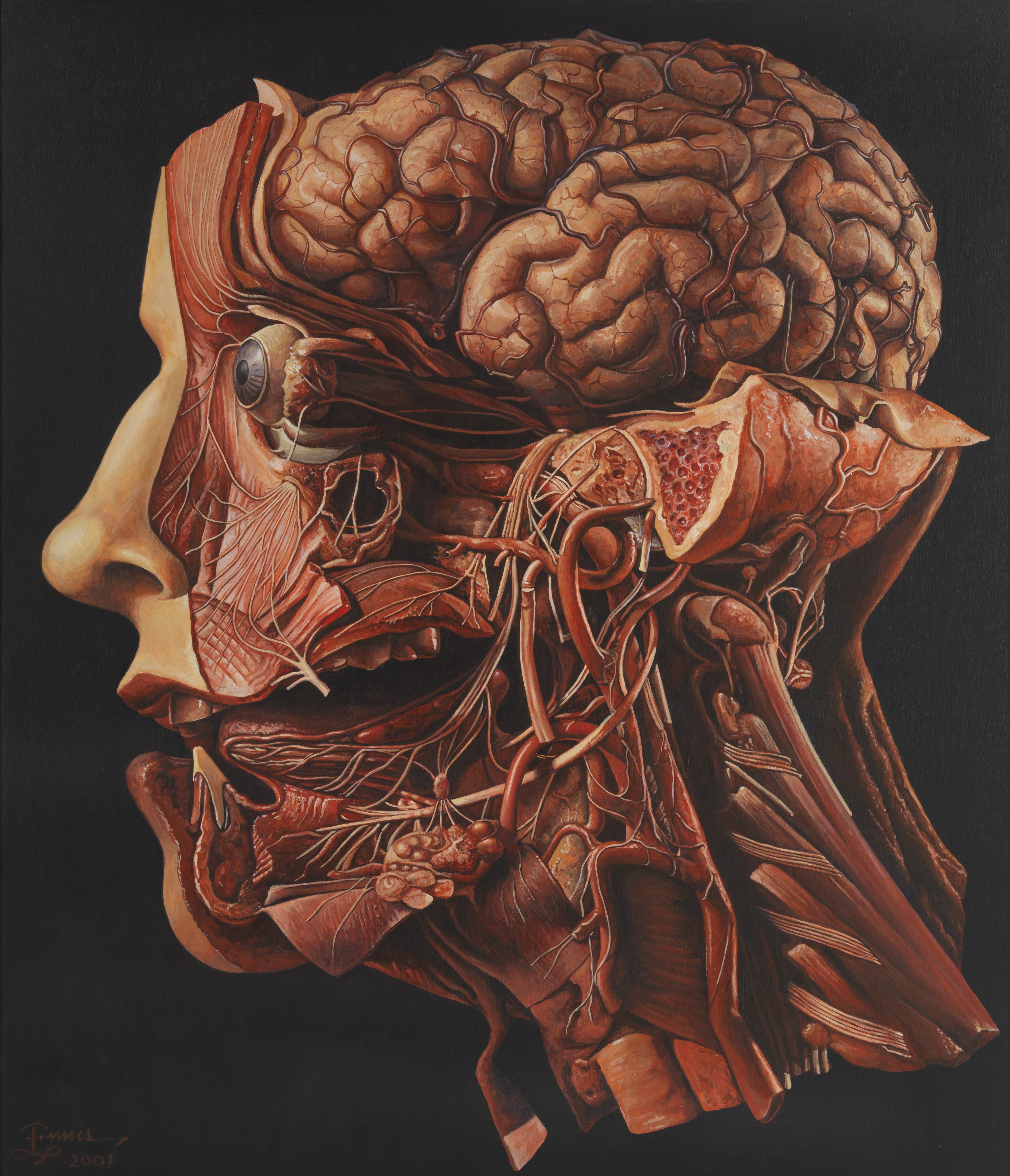
Un cap uman disecat

- cantus - vezi cant.

- cap:

- extremitatea superioară a corpului, unde sunt situate cele mai importante organe de simț, creierul și cavitatea bucală;
- extremitate osoasă de formă rotunjită (exemplu: capul femurului).
- capilar - conduct sanguin, limfatic sau biliar, de dimensiuni microscopice, cu pereți formați dintr-un singur strat de celule endoteliale; vezi și vase capilare.
- capitulum - proeminență la extremitatea unui os, care se articulează cu un alt os.
- capsulă - formațiune anatomică dispusă cu un înveliș.

- capsula internă - strat masiv (cu o grosime de 8-10 mm) de substanță albă a emisferelor cerebrale care separă nucleul caudat și talamusul situați medial de nucleul lenticular (globul palid și putamen) situat lateral; vezi și genunchiul capsulei interne.
- capsulă articulară - formație ligamentoasă care intră în componența articulațiilor mobile și alcătuită din țesut conjunctiv fibros, care învelește extremitățile osoase care formează articulația.
- capsulă Bowman -  structură în forma de cupă a nefronului, care conține în interior glomerulul renal; reprezintă sediul primei filtrari a sângelui în tubii renali.
- capsulă otică - cartilaj embrionar în forma de cupă din care mai târziu se va dezvolta labirintul osos al urechii.
- capsule suprarenale - vezi glande suprarenale.

- cardia (sau cardie) - orificiul superior al stomacului, foarte aproape de inimă, prevăzut în structura sa cu un sfincter care are rolul de a permite trecerea alimentelor doar dinspre esofag spre stomac; vezi și glandă cardială.
- cardiac - referitor la inimă (card).
- cardioaccelerator - vezi nerv cardioccelerator.
- cardiogeneză - proces de formare a inimii embrionare.
- cardioinhibitor - vezi nerv cardioinhibitor.
- cardiologie - parte a anatomiei care se ocupă cu studiul inimii și ale vaselor de sânge.
- cardiovascular - referitor la cord și vasele sanguine; vezi și circulator.
- cardiovascular, aparat, sistem ~ - totalitatea structurilor care asigură circulația sanguină: inimă, artere, capilare, vene (sinonim: aparat, sistem circulator).
- cardiovisceral - referitor la legătura dintre inimă și viscere.
- carenă - vezi carină.
- carina - structură proeminentă sub forma unui mușchi sau creste; altă denumire: carenă
  - carina traheei - proeminență situată în lumenul traheei, la locul de bifurcație a celor două bronhii principale.
  - carina urethralis vaginae - plică longitudinală mediană, situată pe peretele anterior al vaginului, orientată spre orificiul extern al uretrei.
- carne - nume dat țesutului muscular al corpului omenesc și al animalelor, împreună cu țesuturile la care aderă.
- carnificare - aspect particular al parenchimului pulmonar, a cărui culoare și consistență prezintă un aspect de masă musculară.
- carotidă - fiecare dintre cele două artere principale ale aortei, situate de o parte și de alta a gâtului, care transportă sângele de la inimă la cap; sinonim: arteră cefalică.
- carotidian - care aparține carotidei, care se referă la carotidă; care provine de la carotidă.
  - carotidian, canal ~ - canal în osul tâmplelor, prin care trece carotida.
  - carotidian, sinus ~ - dilatație a arterei carotide primitive (comune) situată la bifurcația sa; sinonim: bulb carotidian.
- carp - grup de opt oase mici , care constituie scheletul încheieturii mâinii, articulându-se cu oasele antebrațului și ale metacarpului.
- cartilaginos - care este format din cartilaje, care are cartilaje.
- cartilaj - țesut animal solid, flexibil și elastic, care se găsește la articulațiile oaselor și care îndeplinește funcția mecanică de susținere.

- cartilaj costal  - cartilaj prin care o coastă se leagă de stern.
- cartilaj elastic - tip de cartilaj în care fibrele elastice sunt distribuite în matrice; are culoarea galbenă și se găsește în urechea externă.
- cartilaj hialin - cel mai des întâlnit tip de cartilaj, a cărui matrice este clară și omogenă conținând mult acid condroitinsulfuric și cantități moderate de mucopolizaharide.

- carunculă - mică formațiune anatomică, proeminentă, de obicei de culoare roșie; vezi și nodul.
- carură - formă a umerilor și a spatelui cuiva.
- casa timpanului - cavitate a urechii medii, cuprinsă între conductul auditiv extern și urechea internă, traversată de lanțul de oscioare (ciocan, nicovală, scăriță) articulate între ele și care transmit vibrațiile timpanului la fereastra ovală.
- cauda - partea subțiată posterioară sau terminală a unui organism sau organ.
- cavă, venă - vas sangvin care aduce sângele albastru (sărac în oxigen și încărcat cu dioxid de carbon) spre partea dreaptă a inimii.
- cavernă - cavitate anatomică formată din mai multe spații mici lacunare care comunică între ele.
- caviform - care este în formă de cavitate anatomică.
- cavitar - (despre organe) gol în interior (vezi și pluricavitar).
- cavitate - spațiu gol în interiorul organismului sau al unui organ (exemple: cavitate bucală, cavitatea nazală); vezi și cavernă.

- cavitate bucală - vezi gură.
- cavitate uterină - partea din interior a uterului.

- căi biliare - ansamblul canalelor prin care trece bila în interiorul și în afara ficatului.
- căi urinare - ansamblul anatomo-fiziologic ce cuprinde: calicele, bazinetele, ureterele, vezica și uretra.
- călcâi - partea posterioară a tălpii piciorului, formată din oasele astragal și calcaneu.
- ceafă - regiune posterioară a gâtului, cuprinzând toate părțile moi situate posterior față de rahisul cervical.
- cearcăn - cerc vânăt în jurul ochilor la un om obosit sau bolnav.
- cecum (sau cec) - primul segment al intestinului gros, de forma unei pungi și având apendicele vermiform ca anexă.
- cefalic - care se referă la cap (exemple: arteră cefalică, ganglioni cefalici, indice cefalic etc.); vezi și carotidă.
- cefalogeneză - proces de formare a craniului, din faza embrionară până la vârsta adultă.
- cefalograf - instrument, utilizat în antropometrie, cu ajutorul căruia se măsoară dimensiunile capului (sinonim: cefalometru).
- cefalografie - descriere anatomică a capului.
- cefalometrie - măsurare a dimensiunilor capului.
- cefalometru - vezi cefalograf.
- cefalorahidian - care se referă la creier și la măduva spinării, care aparține creierului și măduvei spinării; vezi și lichid cefalorahidian.
- celiac - referitor la cavitatea abdominală și la intestine.
- celulă -  unitatea de bază structurală, funcțională și genetică a organismului uman.
  - celulă glială - denumire pentru celulele care susțin activitatea și hrănirea neuronilor, realizează sinteza mielinei, fagocitează neuronii distruși etc.

- celulă piramidală - celulă nervoasă a substanței cenușii din creier; vezi și materie cenușie.
- celulă Schwann - denumirea fiecăreia din celulele care secretă mielina, care formează teaca Schwann.
- celulă Sertoli - celulă situată în interiorul tubilor seminiferi care înconjoară elementele liniei germinale.

- cement - țesut mezodermic de tip osos, care face parte din parodonțiu, situat de-a lungul rădăcinilor dentare, în jurul dentinei.
- cementoblast - celulă-mamă a cementocitului, situată la marginea cementului radicular și care participă la formarea cementului dentar.
- cementocit - celulă derivată din cementoblast, din structura cementului dentar.
- cementoid - matrice formată dintr-un țesut nemineralizat
- cementoplast - cavitate săpată în masa cementului dentar, în care se află plasate cementoblastele.
- centru - punct în care sunt localizate anumite funcții sau acte.
  - centru nervos - grup de celule nervoase aflate în encefal, în bulb sau în măduva spinării, la care vin excitațiile periferice și de la care pornesc excitațiile centrale.
- centură - denumire a ansamblului osos prin care membrele se leagă de trunchi.

- centură pelviană - centură osoasă formată din cele două oase coxale; leagă membrele inferioare de trunchi.
- centură scapulară - centură osoasă formată din clavicule și omoplați; leagă membrele superioare de trunchi.

- cenușiu - vezi materie cenușie.
- cerebel – parte a creierului situată în regiunea posterioară și inferioară a cutiei craniene și care joacă un rol important în reglarea mișcărilor automate și voluntare (sinonim: creierul mic).
- cerebelos (sau cerebelar) - care aparține cerebelului, care se referă la cerebel.
- cerebral – care se referă la creier (exemple: trunchi cerebral, piciorul cerebral).
- cerebrocortical - care aparține creierului și cortexului.
- cerebroid (sau cerebriform) - care se aseamănă cu creierul; vezi și ganglioni cerebroizi.
- cerebrospinal - care aparține creierului și măduvei spinării, care are legătură cu creierul și cu măduva spinării; vezi și axul cerebrospinal.
- cerebrum - vezi creier.
- cerul-gurii - vezi palatul bucal.
- cervical:

- care ține de partea dinapoi a gâtului; de la ceafă;
- care ține de colul unui organ, în special de colul uterin sau de coletul unui dinte.
- cervix - partea inferioară a uterului sau a vezicii urinare; col uterin sau vezical.
- cestoid - care este în formă de panglică.

### Ch - Co
- cheiropodal - referitor la mâini și la picioare.
- cheloid:

- excrescență dură a pielii circumscrisă, uneori ramificată, caracterizată prin plăci albicioase sau gălbui, înconjurate de un halo vânăt, care apare de obicei pe locul unei cicatrice;
- masă de țesut conjunctiv, de culoare roșie-vineție, care apare în derma și în țesutul subcutanat adiacent, pe locul unei cicatrice.
- chemoreceptor - terminație nervoasă senzitivă sau organ de simț care înregistrează modificările chimice din mediul extern sau intern.
- cheratoconjunctival - care aparține corneei și conjunctivei.
- chiasmă - încrucișare a două formații anatomice.
  - chiasmă optică – formațiune nervoasă asemănătoare literei X, rezultată din încrucișarea intracraniană a fibrelor nervilor optici.
- chilifer – vas limfatic prin care circulă chilul și aflat în grosimea pereților intestinali.
- chirografie - studiu al liniilor și semnelor palmare și digitale ale mâinii.
- choană - fiecare dintre orificiile posterioare ale foselor nazale, prin care acestea comunică cu faringele.
- cicatrice - țesut fibros, format după vindecare, care înlocuiește o pierdere de substanță, un țesut inflamator sau reunește părțile divizate de către o rană ori o plagă operatorie.
- ciclartroză - articulație centrală care permite mișcări de rotație.
- cil – prelungire citoplasmatică mobilă, în formă de fire subțiri, situată pe suprafața unor celule.
- ciliar - care are formă de cil; care aparține cilului, care se referă la cil; vezi și: corp ciliar, mușchi ciliar.
- cilindroid - varietate de cilindri urinari, subțiri, ascuțiți la un capăt.
- cilindru-ax (sau cilindrax) – vezi axon.
- cilindru urinar - element microscopic de formă cilindrică, format din albumină, celule epiteliale renale, granulații, hematii, provenind din tubul urinifer, prezent în sedimentul urinar în caz de afectare renală.
- cingulum:

- structură care înconjoară o formațiune anatomică, în formă de cordon;
- fascicul de fibre situat în jurul corpului calos, care are rol important în geneza emoțiilor;
- proeminență pe fața ovală a incisivilor superiori.
- ciocan - (Malleus) unul dintre cele trei oscioare din urechea medie, având forma unui ciocănel și care face legătura între timpan și nicovală.
- cioc de papagal - formație osoasă în zona marginală a vertebrelor.
- circulator – care aparține circulației sângelui, care se referă la circulația sângelui; vezi și cardiovascular.
- circumflex - (despre artere, vene, nervi) care înconjoară ceva, care are un traiect răsucit.
- circumoral - care este situat în jurul gurii; perioral.
- circumvalat - vezi caliciform.
- circumvoluție (sau circumvoluțiune) – cută alungită și sinuoasă a suprafeței emisferelor cerebrale; circumvoluțiile sunt caracteristice creierului mamiferelor superioare, cea mai mare dezvoltare fiind la om; sinonim: girus.
- cistic – care se referă la vezica urinară sau la vezica biliară (exemple: canal cistic, arteră cistică).
- cistomorf -  în formă de vezică.
- citoanatomie - anatomia celulei.
- citotrofoblast - strat profund al lui Langhans din epiteliul cordonului fetal.
- claustru - structură anatomică în formă de barieră.
- claustru (neuroanatomie) - lamă de substanță cenușie din interiorul creierului.
- claustrum gutturis (sau claustrum oris) - vezi vălul palatin.
- claustrum virginale - vezi himen.
- claviculă – os lung toracic care aparține centurii scapulare; se articulează cu sternul și cu omoplatul.
- coapsă – segment al membrului inferior, cuprins între între șold și genunchi și reprezentat de osul femur și mușchii din jurul lui.
- coastă – fiecare dintre oasele lungi, arcuite care se întind între coloana vertebrală și coșul pieptului (stern).
- coccigian - care se referă sau care aparține coccisului.
- coccis – os nepereche, median, situat la extremitatea inferioară a osului sacrum; reprezintă rudimentul scheletului cozii de la unele animale.
- cohlee – parte a urechii interne, formată dintr-un canal osos răsucit în spirală.
- col - parte mai îngustă, mai strâmtă a unui organ sau a unui os; exemplu: col uterin.
- coledoc, canal ~ – canal musculos, lung de circa 8 cm, aparținând căilor biliare extrahepatice, rezultat din fuzionarea canalelor hepatic și cistic și care se varsă în duoden.
- colet - linie de separație între rădăcina unui dinte și coroana acestuia.
- cólic - care se referă la colon (exemplu: arteră colică).
- colliculus seminalis - vezi canal ejaculator.
- coloană vertebrală - coloană osoasă, formată prin suprapunerea tuturor vertebrelor, constituind axul scheletic al corpului.
- colon - parte a intestinului gros, care este cuprinsă între cecum și rect.
- columelă - organ calcaros sau osos, de forma unei coloane drepte sau răsucite (exemple: axa osoasă din melcul urechii la om, axa cochiliei la melc).
- col uterin - porțiunea îngustă a uterului, care face legătura cu vaginul; sinonim: cervix.
- comisúră:

- punct de unire a două părți ale unei formații anatomice (exemple: comisura buzelor, a pleoapelor);
- fascicul de fibre nervoase care unește două regiuni simetrice ale emisferelor cerebrale sau porțiuni simetrice ale măduvei spinării.
- - comisura pleoapelor - vezi cant.
- compoziția organismului - raportul masei de grăsime în comparație cu greutatea corporală.
- concrețiune (sau concreționare) - formațiune constând din precipitări de săruri în țesuturi sau organe cavitare.
- condíl:

- proeminență osoasă articulară, având forma unei porțiuni de ovoid alungit (exemple: condilii occipitali, care se articulează cu atlasul; condilul mandibulei, care se articulează cu oasele temporale);
- proeminență osoasă, nearticulară (exemplu: tuberozitățile laterale ale extremității inferioare a humerusului).
- condrocraniu - craniu cartilaginos al embrionului.
- conduct - formație anatomică în formă de canal sau tub (exemplu: conductul auditiv extern).
- conjunctivă - membrană internă care acoperă fața internă a pleoapelor și suprafața globilor oculari, cu excepția corneei.
- constrictorul superior al faringelui - vezi mușchiul constrictor superior al faringelui.
- coracoid - (formație anatomică) ce se aseamănă cu un cioc de corb; vezi și apofiză coracoidă.
- cord - vezi inimă.
- cordon - corp fibros; structură anatomică cilindrică lungă.
- cordon ombilical - formațiune anatomică în formă de tub care conține vase sangvine și care leagă placenta fetusului de mamă, asigurând schimburile nutritive dintre mamă și fetus; vezi și ombilic.
- cornee - membrană transparentă de natură epitelială de forma unei calote sferice, situată la polul anterior al ochiului.
- cornet nazal - proeminență orizontală de forma unui jgheab, cu deschidere în jos, situată pe peretele lateral al cavităților nazale; este format dintr-o lamă osoasă acoperită de o mucoasă.
- cornul lui Ammon - una dintre cele două prelungiri ale substanței creierului care pornesc din partea posterioară a capului.
- coroană dentară - porțiunea vizibilă a dintelui.
- coroidă - membrana vasculară a ochiului, situată între sclerotică și retină; cuprinde coroida propriu-zisă, corpul ciliar și irisul.
- corp calos - fascicul de fibre nervoase care leagă cele două emisfere ale creierului mare; vezi și șanțul corpului calos.
- corp ciliar - prelungire a coroidei spre partea anterioară a globului ocular, având, în secțiune, formă triunghiulară și fiind învelită, pe partea internă, de retină; vezi și mușchi ciliar.
- corpi cavernoși - formații din interiorul penisului sau clitorisului care se umplu de sânge în timpul erecției.
- corpuscul tactil - formație nervoasă microscopică, localizată în dermă, specializată în recepția excitațiilor tactile.
  - corpusculii lamelari - vezi corpusculii Vater-Pacini.
  - corpusculii Ruffini - mecanoreceptori cu adaptabilitate lentă, prezenți în țesutul subcutanat.
  - corpusculii (Vater-)Pacini - mecanoreceptori din piele responsabile de sensibilitatea la vibrații și presiune; altă denumire: corpusculii lamelari.
- cortex paleomamifer - vezi limbic, sistem ~.
- cot - partea exterioară a articulației dintre humerus și cubitus, care unește brațul cu antebrațul.
- cotil - cavitate osoasă în care se articulează un alt os; vezi și neocotil.
- cotiledon - fiecare dintre cei doi lobi ai placentei.
- cotiloidian - referitor la un cotil.

### Cr - Cz
- craniometrie - ramură a antropometriei care furnizează date asupra caracterului și dezvoltării capului la om.
- creier - partea cea mai importantă a sistemului nervos central, organ al gândirii și al conștiinței umane, care este situată în cutia craniană și compusă din: emisferele cerebrale (telencefal), creierul intermediar (diencefal), creierul mijlociu (mezencefal), cerebelul (metencefal) și bulbul rahidian (mielencefal); alte denumiri: encefal, cerebrum.
- creștet(ul capului) - punctul cel mai înalt al capului; vezi și sinciput.
- criptă - adâncitură mică în formă de tub, situată pe suprafața unei mucoase; cavitate glandulară.
- crustă - formațiune situată la nivelul pielii sau mucoaselor, rezultată din coagularea și uscarea unor serozități, sânge sau puroi; coajă.
- cubitus - os lung care, împreună cu radiusul, formează scheletul antebrațului.
- cupulă - structură anatomică în formă de cupă.
- cută:

- încrețitură a pielii, zbârcitură (a obrazului); rid, creț;
- pungă sub ochi.

## D
- decubit - poziție a corpului când este întins în plan orizontal; decubitul poate fi: dorsal (pe spate), ventral (pe burtă) sau lateral (pe o parte).
- decusație -  încrucișare în formă de X a unor formațiuni anatomice (de exemplu: decusația nervilor optici).
- deltoid - mușchi din regiunea umărului, în forma literei Δ, cu inserții pe omoplat și pe humerus.
- dendrită (sau dendron) - prelungire protoplasmatică cu aspect arborescent a corpului celului nervoase și care are rolul de a conduce influxul nervos spre corpul celulei; sinonim: arborizație protoplasmatică.
- dentină - țesut osos  modificat, lipsit de celule, care formează masa principală a dintelui (sinonim ivoriu).
- dermatoglife - amprentele digitale, palmare și plantare formate din crestele tegumentare; dispoziția lor este unică pentru fiecare individ.
- desmologie - vezi artrologie.
- diafragmă

- mușchi care desparte cavitatea toracică de cea abdominală și care participă la respirație;
- cartilaj care separă cele două nări.
- disc intervertebral - cartilaj fibros și elastic așezat intre două vertebre alăturate și servind la solidarizarea și articularea lor.
- duct - canal, tub.

## E
- ectoderm - foiță embrionară externă.
- ectopie - anomalie de poziție a unui organ.
- emisferă cerebrală - una din cele două părți simetrice ale creierului mare, separate între ele prin scizura interhemisferică.
- encefal - vezi creier.
- endolimfă - lichid albuminos din labirintul urechii interne; vezi și perilimfă.
- endometru - mucoasa internă a uterului.
- endoteliu - epiteliu care căptușește o cavitate închisă a corpului.
- epiplon - ligament peritoneal care unește viscerele, permițându-le o mișcare limitată.
- epiteliu - țesut format dintr-unul sau din mai multe straturi de celule de diverse forme, care alcătuiește învelișul pielii, al mucoaselor, al canalelor excretoare ale glandelor etc.
- excrescență - umflătură, ceea ce crește anormal pe un organ, pe o porțiune a corpului.
- extrauterin - situat în afara cavității uterine (de exemplu: sarcină extrauterină).

## F
- falangă - fiecare dintre oasele mici, alungite, care alcătuiesc scheletul degetelor.
- falcă - vezi maxilar.
- fanere - anexele pielii (și în general orice formațiune epidermică vizibilă care prezintă o cheratinizare intensă), care au rolul de a proteja organismul (exemple: părul, unghiile).
- fantă - structură care se formează în perioada de dezvoltare embrionară a diferitelor organe, reprezentând o despicătură parțială sau completă a unui organ, care marchează, în general, sediul unui nou orificiu sau fisuri.
- fantă palpebrală - deschiderea dintre pleoape.
- faringe - canal care pornește de la cavitatea bucală și cavitatea nazală și ajunge la esofag, reprezentând încrucișarea dintre căile respiratorii și calea digestivă.
- fascicul - grup de fibre musculare (fascicul muscular), nervoase (fascicul nervos) sau conjunctive (fascicul conjunctiv), care au același traiect și aceeași distribuție.
- fascie - înveliș aponevrotic al mușchiului sau al unei regiuni anatomice, constituit dintr-o membrană conjunctivă fibroasă, care îl separă de tegumente sau care delimitează unele planuri musculare.
- fibră - element anatomic de formă alungită, reprezentat de o celulă (fibră musculară netedă), prelungire celulară (fibră nervoasă) sau de o structură alcătuită din substanțe organice extracelulare (fibră elastică).
- fibre (nervoase) ascendente - fibre nervoase care transmit la scoarța cerebrală informația dobândită.
- fibrocartilaj - țesut cartilaginos de tip fibrilar la nivelul unor articulații.
- filiform - (despre forma unui organ) care este lung și subțire, în formă de fir, de exemplu papilele gustative din mucoasa limbii.
- fisură - șanț, adâncitură sau crăpătură, normală sau patologică, situată pe suprafața unui organ; exemple: fisura orbitară superioară, fisura timpanoscuamoasă, fisura pietrooccipitală.
- folicul - nume generic dat formațiilor anatomice de dimensiuni reduse în formă de săculeț.

- folicul pilos - ansamblu format de păturile epiteliale care înconjoară rădăcina unui fir de păr și o glandă sebacee anexă.

- fosă - depresiune largă și puțin adâncă la suprafața unei structuri anatomice; exemple: fosa cubitală, fosa temporală, fosa condiliană.

## G
- gambă - segment al membrului inferior, situat între genunchi și laba piciorului.
- ganglion - formație anatomică alcătuită dintr-o masă de celule nervoase sau limfoide, situată pe traiectul unui nerv (ganglion nervos) sau al unui vas limfatic (ganglion limfatic).
  - ganglioni cerebroizi - ganglioni care la unele animale inferioare au aceeași funcție ca sistemul nervos central la animalele superioare.
- gastric - care aparține stomacului, referitor la acesta.
- genital, aparat ~ - vezi reproducător, aparat ~.
- genunchi - parte a membrului inferior, cuprinzând regiunea articulației femurului cu tibia.
- genunchiul capsulei interne - regiune a capsulei interne format de unghiul obtuz, deschis lateral în plan orizontal, format de unire celor două brațe (brațul anterior și brațul posterior) a capsulei interne.
- germinală, linie de celule ~ - celule a căror funcție este de a lua parte la procesul de reproducere; astfel gameții (ovulul și spermatozoizii) sunt celule germinale.
- girus - vezi circumvoluție.
- glabelă - regiunea de la rădăcina nasului, cuprinsă între arcadele sprâncenelor.
- glandă - organ (de origine epitelială) care produce o anumită secreție, pe care o poate trimite direct (glandă endocrină) în circuitul sanguin sau o eliberează sub formă de secreție exocrină (glandă exocrină).
  - glandă cardială - glandă gastrică situată în regiunea cardiei.
  - glandă cu secreție internă - vezi glandă endocrină.
  - glandă endocrină - glandă care își varsă direct în sânge secrețiile ce conțin hormoni; altă denumire: glandă cu secreție internă.
  - glande suprarenale - glande cu secreție internă situate la partea superioară a rinichilor și care secretă hormonii corticosteroizi și catecolaminele; altă denumire: capsule suprarenale.
- glob ocular - parte a ochiului, de formă sferoidală, adăpostită în orbită.
- grăsime corporală - substanță unsuroasă răspândită în toate țesuturile, formând primul strat de sub piele, care acoperă mușchii.

## H
- habitus⁠(d) - combinație de caracteristici corporale, cum ar fi înălțimea⁠(d), greutatea, dimensiunile oaselor, dimensiunea organelor interne și compoziția corpului, care sunt determinate de factori genetici și ambientali (cum ar fi nutriția și activitatea fizică).
- helix - margine a pavilionului urechii.
- hepatic - care se referă la ficat (exemple: lob hepatic, arteră hepatică).
- hil - porțiune mai adâncită la suprafața unui organ, pe unde pătrund vasele și nervii.

- hil renal - regiune specifică a rinichiului care se găsește pe partea medială (interioară) a organului și care servește ca loc de intrare și ieșire pentru vasele de sânge, nervi și alte structuri care intră și ies din rinichi; vezi și pedicul renal.

- himen - membrană care acoperă, la fetele virgine, orificiul extern al vaginului; altă denumire: claustrum virginale.
- hipocondru - regiune din partea superioară a abdomenului, de o parte și de alta a epigastrului; în hipocondrul drept se află ficatul, în cel stâng se află splina.
- hipoderm - țesut situat sub stratul dermic al pielii și care leagă pielea de organele profunde.
- hipofiză - glandă centrală, coordonatoare a sistemului endocrin, situată la baza creierului, în șaua turcească a osului sfenoid; vezi și adenohipofiză.
- hipogastru - regiune situată în partea inferioară a abdomenului.
- hipognatism - vezi brevignatism.
- hipotalamus - regiune a creierului situața desupra hipofizei, care joacă un rol important în reglarea funcțiilor vegetative ale organismului.
- humerus - osul membrului superior, cuprins între umăr și cot.

## I
- ileon - ultimul segment al intestinului subțire, cuprins între jejun și cecum.
- iliac, os ~ - fiecare dintre cele două oase care formează partea anterioară și laterală a bazinului.
- ilion - os care împreună cu pubisul și ischionul formează coxalul (osul șoldului).
- incisiv - fiecare dintre cei opt dinți situația în planul anterior al arcadelor dentare, folosiți pentru tăierea alimentelor.
- incizură - adâncitură pe suprafața unei structuri anatomice (exemple: incizura sfenopalatină,  incizura pterigoidiană).
- indice antropometric - raport procentual între diferitele dimensiuni ale corpului omenesc.
- infundíbul - canal în formă de pâlnie; exemple: infundibulul hipotalamic, cel pulmonar, cel crural.
- inimă - organ central al aparatului circulator care asigură circulația sângelui în organism.
- inion - proeminență externă a osului occipital, folosită drept punct de reper în antropometrie; vezi și antinion.
- inserție - locul unde se prinde pe os un mușchi prin capătul său terminal.
- intercostal - care se referă la spațiul dintre două coaste.
- intestin - segment al tubului digestiv, care se întinde de la stomac până la anus și alcătuit din două porțiuni: intestinul subțire, intestinul gros.
- intramuscular - care este localizat în masa musculară.
- intravenos - care este localizat în interiorul unei vene.
- intruziune - pătrundere a unei formații anatomice într-o altă formație anatomică vecină.
- iris - membrană în formă de disc a globului ocular, situată înaintea cristalinului, iar în centru având un orificiu numit pupilă.
- ischion - unul dintre cele trei segmente care formează osul coxal.
- ivoriu - vezi dentină.
- izotomie - diviziune a unui organ în două părți egale.

## Î
- încheietură - vezi articulație.

## J
- jejun - segment al intestinului subțire cuprins între duoden și ileon.
- jugular - care se referă la gât (exemplu: venele jugulare)

## L
- labie - fiecare dintre cele patru elemente constitutive ale vulvei, două mari și două mici, cu rolul de a închide și de a proteja vaginul:

- labia mare - fiecare dintre cele două mari repliuri cutanate, ce delimitează intern, de fiecare parte, vestibulul vulvei și care sunt reunite posterior în comisura posterioară.

- - labia mică - fiecare dintre cele două repliuri cutanate ce delimitează intern, de fiecare parte, în raport cu labiile mari, vestibulul vulvei.
- labirint - totalitatea cavităților care alcătuiesc urechea internă, fiind format dintr-o parte senzorială (vestibulul și melcul) și cele trei canale semicirculare, legate de funcția de echilibru.

- labirint membranos - parte a  urechii interne care conține melcul membranos, utricula⁠(d) și sacula⁠(d) și canalele semicirculare membranoase⁠(d).

- lamă - formație anatomică osoasă sau cartilaginoasă, plată și subțire (exemple: lama vertebrală, lama etmoidului).
- lanugo - păr fin care acoperă unele regiuni ale corpului la făt și la copilul nou-născut.
- laringe - organ vocal situat în partea antero-superioară a gâtului, reprezentând segmentul inițial al căilor respiratorii.
- lichid amniotic - lichid care se află în amnios și protejează embrionul, eliminându-se înainte de naștere.
- lichid cefalorahidian - lichid incolor care se găsește în ventriculii cerebrali și în canalul rahidian, având rol mecanic și de protecție.
- ligament - structură fibroasă, elastică, care leagă oasele între ele și ajută la menținerea stabilității și mobilității articulațiilor.
- limbic, sistem ~ - grup de structuri cerebrale situate pe ambele părți ale talamusului, imediat sub lobul temporal medial al telencefalului, în principal în prozencefal; altă dnumire: cortex paleomamifer.
- lipoid -vezi adipoid.
- lob:

- diviziune anatomică și funcțională a unui organ intern (creier, ficat etc.), de obicei despărțită de rest prin cute adânci;
- partea inferioară (rotunjită, moale și cărnoasă) a urechii externe.
- lojă - loc ocupat de un organ sau de altă formație anatomică.
- lombară, regiunea ~ -  porțiunea inferioară a spatelui, cuprinsă în dreptul vertebrelor lombare.
- luetă - vezi uvulă.
- lumen - spațiul din interiorul unui organ tubular (intestin, vas sangvin); cavitatea celulară.
- lunulă - zonă semilunară, de obicei albicioasă sau de culoare mai deschisă, care apare la baza unghiei.

## M
- macula lutea - zonă limitată pe suprafața retinei, formând o adâncitură sub papila nervului optic; este regiunea unde se realizează vederea cea mai clară (sinonim: pata galbenă).
- maleolă - proeminență osoasă a tibiei și peroneului care se află la extremitatea inferioară a gambei.
- mamelă - organ glandular, mai dezvoltat la femeie, care în timpul lactației secretă laptele.
- mamelon - proeminență de forma unui tubercul, situată în partea centrală a mamelei, pe care se deschid orificiile canalelor galactofore.
- mandibulă - os în formă de potcoavă, situat în partea antero-inferioară a craniului, mobil, articulat cu osul temporal (sinonim: maxilar inferior).
- măduva spinării - (medulla spinalis) parte a sistemului nervos central aflată în interiorul coloanei vertebrale, care coordonează reflexele necondiționate somatice și vegetative medulare; rahis.
- marele simpatic - vezi sistem nervos simpatic.
- materie cenușie - parte a sistemului nervos central situată la suprafața creierului și în interiorul măduvei, care dă naștere fluxului nervos; (prin extensie) creier; minte, inteligență.
- maxilar - fiecare din cele două oase ale feței, în care sunt înfipți dinții; falcă.
- maxilar inferior - vezi mandibulă.
- mărul lui Adam - (Prominentia laryngea) proeminență formată de cartilajul tiroid al laringelui, situat în partea mediană a gâtului.
- măsea - oricare dintre dinții posteriori mari, folosiți pentru mestecare și măcinare în timpul procesului de alimentație; măselele sunt situate în partea din spate a gurii și sunt de obicei de formă mai mare și mai plată decât ceilalți dinți.

- măsea de minte - ultima măsea permanentă din fiecare arcadă dentară, care apare de obicei la vârsta adultă târzie, în jurul vârstei de 17 până la 25 de ani.

- meat auditiv - vezi canal auditiv.
- mecanoreceptor - organ de simț care recepționează acțiuni mecanice (atingere, presiune, tracțiune etc.); vezi și corpusculii Ruffini.
- medial - termen folosit pentru a descrie organe sau structuri situate aproape de mijlocul corpului.
- medular - care se referă sau aparține măduvei spinării sau măduvei osoase; vezi și: canal medular.
- medulla spinalis - vezi măduva spinării.
- Meibomius, glande ~ - glande sebacee situate în platoul tarsal al pleoapelor.
- melanocit - celulă care pigmentează pielea sau părul.
- membrană - țesut subțire sau flexibil, care delimitează, acoperă și susține anumite organe sau părți de organe; exemple: membrana interosoasă, membrana sinovială.
- membrană bazală - membrană formată dintr-o țesătură de fibre, pe care se sprijină epiteliul unui țesut conjunctiv.
- mezocefal:

- regiune a encefalului situată între pedunculii cerebrali și bulbul rahidian; sinonim: puntea lui Varolio;
- (despre forma craniului) care are cutia craniană de formă intermediară între brahicefal și doliocefal.
- mielencefal - vezi bulb rahidian.
- mijloc - vezi brâu.
- miocard - mușchi al inimii care asigură funcția de pompare a sângelui.
- mitră - vezi uter.
- mucoasă - tip de țesut care acoperă suprafețele interioare ale corpului și care poate avea funcții ca: protecție, secreție de substanțe, absorbție.
- mușchi - organ al corpului format din țesut fibros și cărnos, care e deseori atașat de oase și se poate contracta și relaxa pentru a produce mișcare.
- mușchiul cefalofaringian - (Musculus cephalopharyngeus) vezi mușchiul constrictor superior al faringelui.
- mușchi ciliar - mușchi circular format din fibre netede, care ajută la acomodarea vizuală, la distanță, a cristalinului; vezi și corp ciliar.
- mușchiul constrictor superior al faringelui - (Musculus constrictor pharyngis superior) unul dintre cei trei mușchi constrictori ai faringelui (sinonime: constrictorul superior al faringelui, mușchiul cefalofaringian).

## N
- nară - fiecare dintre cele două orificii exterioare ale cavității nazale, despărțite între ele prin septul nazal.
- nas - proeminență mediană a feței, situată între frunte și gură; partea antero-superioară formează organul mirosului, iar cea postero-inferioară reprezintă segmentul inițial al aparatului respirator.

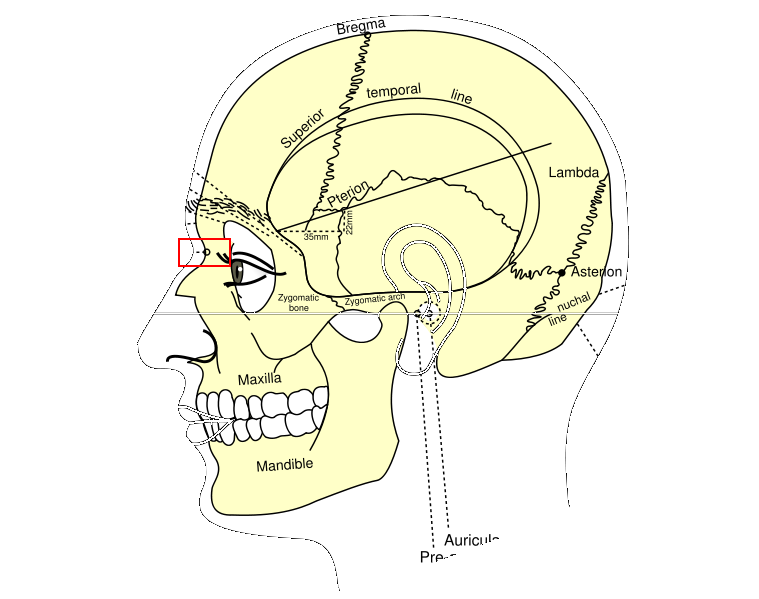
Punctul nasion sau rădăcina nasului

- nasion - reper cranian constituit din punctul median al suturii fronto-nazale și folosit pentru determinarea diametrelor craniului (sinonim: rădăcina nasului).
- nefron - unitate morfologică și funcțională a rinichiului, formată din glomerul, tuburile urinifere, formații vasculare și țesut interstițial.
- neocotil - cavitate cotiloidiană în luxația congenitală a șoldului.
- nerv - formațiune anatomică de transmisie a impulsului nervos, care unește sistemul nervos central cu periferia organismului (piele, organe de simț, mușchi, glande etc.) și care este formată din mănunchiuri de fibre reprezentând prelungirile neuronului înconjurate de o teacă constituită din mielină.
  - nerv auditiv - nerv care transmite creierului senzațiile acustice.
  - nerv cardioinhibitor - ramură a nervului vag care are rolul de a rări bătăile inimii atunci când este excitat; altă denumire: nervul lui Hering.
  - nervi adrenergici - nervi simpatici ale căror terminații eliberează adrenalina.
  - nervi aferenți - nervi care transmit centrilor nervoși excitațiile periferice.
  - nerv cardioaccelerator - nerv simpatic care are rolul de a accelera ritmul bătăilor inimii atunci când este excitat; altă denumire: nervul lui Ludwig.
  - nerv lingual - ramură a nervului trigemen care asigură inervația părții anterioare a limbii.
  - nerv trigemen - a cincea pereche de nervi cranieni, care asigură sensibilitatea feței și inervarea mușchilor maxilari inferiori.
  - nervul lui Hering - vezi nerv cardioinhibitor.
  - nervul lui Ludwig - vezi nerv cardioaccelerator.
- neurilemă - pătură membranoasă care înconjoară teaca de mielină a unei fibre nervoase; alte denumiri: neurolemă, nevrilemă.
- neurit - vezi axon.
- neurolemă - vezi neurilemă.
- neuron - celule specializată în generarea și conducerea impulsurilor nervoase; neuronii primesc, prelucrează și transmit informații.
- nevrax - vezi sistemul nervos central.
- nevrilemă - vezi neurilemă.
- nicovală - unul dintre cele patru oscioare ale urechii medii, de formă asemănătoare cu cea a unei nicovale și care face legătura dintre ciocan și scăriță.
- nodúl - umflătură de mici dimensiuni și bine circumscrisă, care apare în diverse părți ale corpului, însoțind adesea unele boli cronice; vezi și carunculă.

## O
- oftalmografie - descriere anatomică a ochiului.
- ombilic -  cicatrice formată în mijlocul abdomenului după căderea cordonului ombilical; denumire populară: buric.
- Omul Vitruvian - desen realizat de Leonardo da Vinci în 1490, considerat etalon de perfecțiune pentru proporțiile corpului uman.
- omușor - vezi uvulă.
- oncocit - celulă epitelială nediferențiată, cu citoplasmă granulară.
- organe interne - organe situate în cavitățile abdominală și toracică.
- os - element de bază al scheletului, caracterizat prin structura lui dură și rezistentă și prin culoarea albicioasă.

- os plat - os care oferă protecție extinsă sau suprafețe largi pentru fixarea musculară; exemple: oasele craniului, os de șold (os coxal), stern, coaste.

- osteoblast (sau osteoplast) - celulă osoasă tânără care produce oseina.
- osteon - unitatea structurală de bază a osului compact, formată din lamele osoase concentrice, în centrul cărora se află canalul Havers, care conține capilare sanguine și țesut conjunctiv.
- otoconie - pulbere de carbonat de calciu întâlnită în labirintul membranos al urechii interne.

## P
- palat - peretele superior al cavității bucale, în formă de boltă, alcătuit din apofizele palatine ale celor două maxilare superioare, precum și din oasele palatine, acoperite de o mucoasă groasă; sinonim: cerul-gurii.
- palatul dur - bolta osoasă a cavității bucale, limitată de dinți.
- palatul moale - vezi vălul palatin.
- palpebral - care aparține sau referitor la pleoapă.
- parasimpatic, sistem (nervos) ~ - una dintre cele două părți ale sistemului nervos vegetativ, care încetinește bătăile inimii și accelerează mișcările tubului digestiv.
- patomorfologie - anatomie patologică.
- papilă - mică proeminență (conică), formată din ramificațiile terminale nervoase sau vasculare pe suprafața dermei sau a unor mucoase și care dau sensibilitate pielii.
- papile caliciforme - papile așezate la baza limbii în două rânduri oblice.
- parenchim - țesut spongios, vascularizat, specific organelor glandulare.
- parodonțiu - țesut în care se ține dintele; sinonim: periodont.
- pavilion - porțiune dilatată de la extremitatea unui conduct organic; exemplu: pavilionul trompei uterine.
- pavilionul urechii - segment cartilaginos, acoperit de piele, care face parte din urechea externă și în care se deschide canalul auditiv.
- pântece - vezi abdomen.
- pedicul - formațiune anatomică alungită și strâmtă, care leagă un organde restul organismului ori două părți ale aceluiași organ.

- pedicul renal - parte a rinichiului care este responsabilă pentru conexiunea vasculară și nervoasă a rinichiului cu restul organismului.

- peduncul - formație în creier constând din substanță nervoasă albă și având formă de cordon.
- pelvis - parte a scheletului uman situată la baza trunchiului, cu aspectul unei cavități delimitate de o centură osoasă (sacrumul și coccisul posterior, continuate, bilateral, de oasele iliace, unite anterior prin simfiza pubiană); sinonim: bazin.
- pelvis renal - vezi bazinet.
- pericard - tunică externă care învelește inima.
- perilimfă - lichid incolor care se găsește între labirintul osos și labirintul membranos al urechii interne; vezi și endolimfă.
- periodont - vezi parodonțiu.
- perioral - vezi circumoral.
- periost - membrană conjunctiv-fibroasă care învelește osul.
- picior - fiecare dintre cele două membre inferioare ale corpului omenesc, de la șold până la vârful degetelor, și fiecare dintre membrele celorlalte viețuitoare, care servesc la susținerea corpului și la deplasarea în spațiu.
- piesă anatomică - parte dintr-un cadavru preparată special pentru disecție și pentru studii anatomice.
- piramidal - vezi: osul piramidal, mușchiul piramidal, girusul precentral, procesul piramidal al osului palatin,  cale piramidală, celulă piramidală.
- piramidă bulbară - fiecare dintre proeminențele cordoanelor anterioare ale măduvei spinării, la nivelul bulbului rahidian.
- piramide Malpighi - elemente conice care formează substanța medulară a rinichiului.
- plachetă sangvină - vezi trombocit.
- planta piciorului - fața inferioară a piciorului, ușor boltită, care ia contact cu solul; talpa piciorului.
- plasmă - componenta lichidă a sângelui, de culoare galben-deschisă, care rămâne după ce toate celulele sanguine (globule roșii, globule albe și trombocite) au fost îndepărtate, dar înainte ca sângele să se coaguleze; vezi și ser.
- pleoapă - văl musculomembranos care acoperă parțial în sus și în jos fiecare dintre cei doi ochi, destinat să-i protejeze.
- pleură - membrană care acoperă aproape complet plămânul, cu excepția hilului.
- pliu - cută a unei formații anatomice.
- pluricavitar - (despre plămâni) care prezintă mai multe caverne pulmonare (vezi și cavitar).
- pod nazal - partea superioară, osoasă a nasului uman, care susține oasele nazale.
- podul palmei - partea interioară a mâinii, de la încheietura cu antebrațul până la degete.
- prognatism - configurație anormală a feței unor oameni, caracterizată prin proeminență anterioară (în formă de bot) a maxilarelor; vezi și brevignatism.
- Prominentia laryngea - vezi mărul lui Adam.
- protruzie - proeminență anterioară foarte pronunțată a unei formații anatomice.
- protuberanță - parte a unui organ ieșită în relief; proeminență.
- pubian - care aparține, referitor la pubis.
- pubis - os-pereche care formează partea anterioară a oaselor iliace.
- pulmonară (arteră, venă) - vas sangvin care face legătura între inimă și plămân.
- pupilă - deschizătură rotundă din mijlocul irisului, prin care se face adaptarea vederii în funcție de luminozitate, de distanță etc.; lumina ochiului.

## R
- radial - termen folosit pentru a descrie organe sau structuri situate în partea laterală a corpului.
- radius - unul dintre cele două oase ale antebrațului, situat pe partea laterală a acestuia, de-a lungul degetului mare.
- rahis - vezi măduva spinării.
- ramificație - divizare în mai multe ramuri a unei structuri anatomice (cum ar fi o arteră sau un nerv).
- rampă - compartiment din melcul (cohleea) urechii interne; altă denumire: scală.
- reproducător, aparat ~ - ansamblu de organe care îndeplinesc funcție de reproducere a organismului animal (sinonim aparat genital).
- rădăcina nasului - vezi nasion.
- rect - parte a intestinului gros care se află între colonul sigmoid și canalul anal și care servește ca un rezervor temporar pentru fecale înainte de defecație.
- retină - structură a ochiului responsabilă pentru captarea luminii și transformarea acesteia în semnale electrice.
- rinichi - un organ pereche responsabil pentru filtrarea sângelui și eliminarea reziduurilor metabolice și a excesului de apă din organism.
- rugozitate - suprafață aspră sau ridată a unei structuri anatomice, cum ar fi o porțiune a osului.

## S
- scală - vezi rampă.
- scoarță cerebrală - partea exterioară a emisferelor cerebrale, formată din substanță cenușie.
- scrot - înveliș cutanat care protejează testiculele; vezi și bursă.
- seboreic - vezi adipos.
- ser - partea fluidă a sângelui care rămâne după ce acesta s-a coagulat și toate celulele sanguine (globule roșii, globule albe și trombocite) și fibrina au fost îndepărtate și care, spre deosebire de plasmă, nu conține factori de coagulare.
- seroasă, membrană ~ - tip de țesut care acoperă organele interne și căptușește cavitățile corpului în abdomen, torace și alte zone, compus din două straturi produc un lichid seros care reduce frecarea și permite mișcarea ușoară a organelor în cavitățile respective.
- sfincter - mușchi inelar care înconjoară un orificiu natural, reglându-i deschiderea în funcție de gradul de contracție sau de relaxare; exemplu: sfincterul anal extern.
- simfiză - tip de articulație între două oase caracterizat printr-o mobilitate redusă.
- simfiză pubiană - articulație imobilă care unește prin ligamente, cele două lame ale pubisului (extremitatea anterioară a celor două oase iliace).
- sinartroză - articulație fixă între două oase fără interpunerea unei cavități sinoviale.
- sinciput - parte din osul capului care reprezintă punctul cel mai înalt al cutiei craniene; sinonim: vertex; vezi și creștet(ul capului).
- sinostoză - sutură, fuziune a două oase, în special cele craniene; sinartroză în care între segmentele osoase este interpus țesut osos.
- sinovíe - lichid seros, transparent, de culoare galbenă, secretat de membranele situate în cavitatea articulațiilor cu scopul de a facilita alunecarea oaselor unele peste altele.
- sinusul corpului calos - vezi șanțul corpului calos.
- sistemul circulator - vezi aparatul cardiovascular.
- sistemul nervos central - complex morfofuncțional format din creier și din măduva spinării; alte denumiri: axul cerebrospinal, nevrax.
- sistemul nervos parasimpatic - vezi parasimpatic, sistem (nervos) ~.
- sistemul nervos simpatic - sistem nervos format din ganglioni și din fibre nervoase care reglează, sub controlul scoarței cerebrale, funcțiile glandelor și ale organelor interne; sinonim: marele simpatic.
- sistemul nervos vegetativ - sistem nervos care inervează organele interne.
- sistemul tegumentar - sistemul biologic care cuprinde pielea și structurile asociate ei, cum ar fi părul, unghiile, glandele sudoripare⁠(d) și glandele sebacee, având rolul de a proteja și menține structura organismului.
- stromă:

- rețea de suport a unui organ, alcătuită din țesut conjunctiv, vase și nervi.
- structura internă, spongioasă, a eritrocitului etc.
- sutură - tip de articulație în care oasele sunt fixe; exemple: sutura coronală, sutura sagitală, sutura sfenoparietală etc.

## Ș
- șanțul cârligului pterigoidian (Sulcus hamuli pterygoidei) - șanț situat lateral la baza cârligului pterigoidian, care servește ca scripete (trohlee) pentru tendonul mușchiului tensor al vălului palatului (Musculus tensor veli palatini).
- șanțul corpului calos - (Sulcus corporis callosi) fisură adâncă de 8-12 milimetri, pe suprafața medială a emisferei cerebrale, care separă fața superioară a corpului calos de marginea inferioară a girusului cingular; altă denumire: sinusul corpului calos.
- șuntul Sano - conexiune de la ventriculul drept la trunchiul principal al arterei pulmonare prin intermediul unui conduct.

## T
- talie:

- partea de la mijloc, mai subțire, a corpului omenesc, situată deasupra șoldurilor; mijloc; vezi și brâu;
- parte a corpului omenesc cuprinsă între umeri și șolduri; vezi și trunchi.
- talpă - vezi planta piciorului.
- talus - os al piciorului la care se sprijină cele două oase ale gambei: tibia și peroneul (sinonim: astragal).
- tars - denumirea celor două lamele de țesut conjunctiv care mărginesc și susțin pleoapa.
- tendonul lui Ahile - tendon al mușchilor gambei, situat în partea posterioară a gleznei și fixat pe calcaneu.
- tragus - proeminență mică a cartilajului pavilionului urechii, înaintea conductului auditiv extern; vezi și antitragus.
- trapez, mușchi ~ - mușchi plat în formă de patrulater situat în regiunea spatelui, începând de la ceafă.
- trigeminal - referitor la nervul trigemen.
- triradiu - figură dermatoglifică constituită din trei sisteme de creste divergente în trei direcții diferite, în unghiuri de circa 120°.
- trombocit - celulă sangvină de forma unei plăcuțe, care are un rol important în coagularea sângelui; sinonim: plachetă sangvină.
- Trompa lui Eustachio - canal interior al urechii, care face legătura între timpan și faringe.
- trompă uterină - canal prin care se elimină ovulele formate în ovar; altă denumire: tuburile lui Falloppio.
- trunchi - trupul unui om, fără cap și fără membre; vezi și talie.
- tub - canal natural care intră în componența unor aparate sau organe și prin care circulă hrană, aer etc.
- tubercul - denumire pentru diferite proeminențe aflate pe vase, cartilaje, piele, organe etc.; exemple: tuberculul faringian, tuberculul jugular al osului occipital.
- tub fonator - organ (în formă de canal) cu care se realizează sunetele în vorbire, mărginit în partea posterioară de laringe și în partea anterioară de buze și de nări.
- tubi seminiferi - componente anatomice ale testiculelor, în care are loc procesul de spermatogeneză.
- tuburile lui Falloppio - vezi trompă uterină.
- tunică - membrană fibroasă care învelește unele organe ale corpului.

## Ț
- țesut adipos - țesut conjunctiv format din celule cu conținut ridicat de grăsime.
- țesut muscular - grupare de celule alungite (celule musculare) care conține organite specifice (numite miofibrile), celule se pot contracta, producând la capete o forță de tracțiune.
- țesut muscular neted - țesut muscular situat în pereții organelor interne (limbă, faringe, laringe, prima parte a esofagului).
- țesut muscular striat - țesut muscular situat în mușchii scheletici , mai puțin în musculatura unor organe interne.
- țesut nervos - formațiune alcătuită din neuroni și celule gliale.

## U
- unghi palpebral - vezi cant.
- uretér - fiecare dintre cele două canale cilindrice subțiri, membranoase, care unesc bazinetul cu vezica urinară.
- uretră - canal membranos prin care circulă urina de la vezica urinară la exterior, pentru eliminarea urinei din organism.
- uroteliu - epiteliul (de tranziție) care tapetează lumenul căilor urinare (calice mici, calice mari, bazinet, ureter, vezică urinară, partea proximală a uretrei).
- uter - organ cavitar musculos care face parte din aparatul genital feminin, în care se dezvoltă embrionul și fătul la animalele superioare; altă denumire: mitră.
- uter bicorn - uter cu jumătatea superioară dublă.
- utricul prostatic - organ rudimentar, de formă tubulară, care se deschide în uretra prostatică, la vârful crestei uretrale, pe porțiunea numită colicul seminal.
- uvulă - apendice cărnos situat în cavitatea bucală, în partea posterioară a vălului palatin; sinonime: luetă, omușor.

## V
- valvă aortică - valvă cardiacă situată între ventriculul stâng și aortă; permite trecerea sângelui din ventriculul stâng în aortă, împiedicând sângele să se intoarcă din aortă în ventricul.
- valvulă - cută membranoasă subțire, elastică, cu o margine liberă, situată în interiorul vaselor și canalelor organismului sau al unor organe cavitare, care permite trecerea lichidelor biologice într-o singură direcție, împiedicând întoarcerea lor.
- vase capilare - cele mai mici vase de sânge, care servesc la hrănirea țesuturilor și stabilesc legătura între vene și artere.
- vase aferente - vase care se varsă în altele sau care pătrund într-un organ.
- vălul palatin (sau vălul palatului) - porțiunea musculară care continuă, în partea posterioară a cavității bucale, palatul dur și care se termină cu omușorul; alte denumiri: palatul moale, claustrum gutturis, claustrum oris.
- vârtej - loc în creștetul capului omului sau pe pielea animalelor de unde părul pornește în toate direcțiile.
- vegetativ - care indică natura proceselor fiziologice ce se petrec în afara controlului voluntar și se realizează într-un sector special al sistemului nervos central (supus controlului și conducerii scoarței); vezi și sistem nervos vegetativ.
- venă - vas sangvin care asigură circulația sângelui spre inimă (vezi și arteră).
  - venă azigoasă - fiecare din cele trei vene impare care leagă, de-a lungul coloanei vertebrale toracice, vena cavă superioară și vena cavă inferioară.
  - venă cavă - denumire pentru cele două vene (inferioară și superioară) care transportă sângele la inimă.
- ventricul - cavitate naturală, de dimensiuni reduse, în interiorul unor organe (cum ar fi: inimă, creier, laringe).
- vertebră - fiecare dintre oasele scurte, în formă de inel, care formează împreună coloana vertebrală și în care se află măduva spinării.
- vertex:

- vezi sinciput;
- punctul cel mai proeminent al unei formații anatomice.
- verumontanum - vezi canal ejaculator.
- vezică - sac membranos în care se strâng unele secreții ale organismului; exemple: vezică urinară, vezică biliară, vezică seminală; termen popular: bășică.
- veziculă:

- cavitate la nivelul pielii umplută cu lichid, cum ar fi în cazul bășicilor de la arsuri sau anumite infecții ale pielii;
- compartiment mic, închis de membrană, cu diverse funcții esențiale pentru activitățile celulare.
- víscere - totalitatea organelor care se află în marile cavități ale corpurilor (mai ales în cavitatea abdominală).

## X
- xifoid - asemănător unei spade, în formă de spadă; vezi și apendice xifoid.